# Virlången
Virlången är en sjö i Katrineholms kommun och Nyköpings kommun i Södermanland och ingår i Kilaåns huvudavrinningsområde. Sjön har en area på 2,52 kvadratkilometer och ligger 51,1 meter över havet. Sjön avvattnas av vattendraget Kilaån. Vid provfiske har bland annat abborre, björkna, braxen och gers fångats i sjön.

## Delavrinningsområde
Virlången ingår i det delavrinningsområde (651840-153354) som SMHI kallar för Utloppet av Virlången. Medelhöjden är 69 meter över havet och ytan är 20,32 kvadratkilometer. Räknas de 7 avrinningsområdena uppströms in blir den ackumulerade arean 116 kvadratkilometer. Avrinningsområdets utflöde Kilaån mynnar i havet. Avrinningsområdet består mestadels av skog (81 procent). Avrinningsområdet har 3,06 kvadratkilometer vattenytor vilket ger det en sjöprocent på 15 procent.

## Fisk
Vid provfiske har följande fisk fångats i sjön:
- Abborre
- Björkna
- Braxen
- Gärs
- Gädda
- Löja
- Mört
- Sarv